# Kirpan

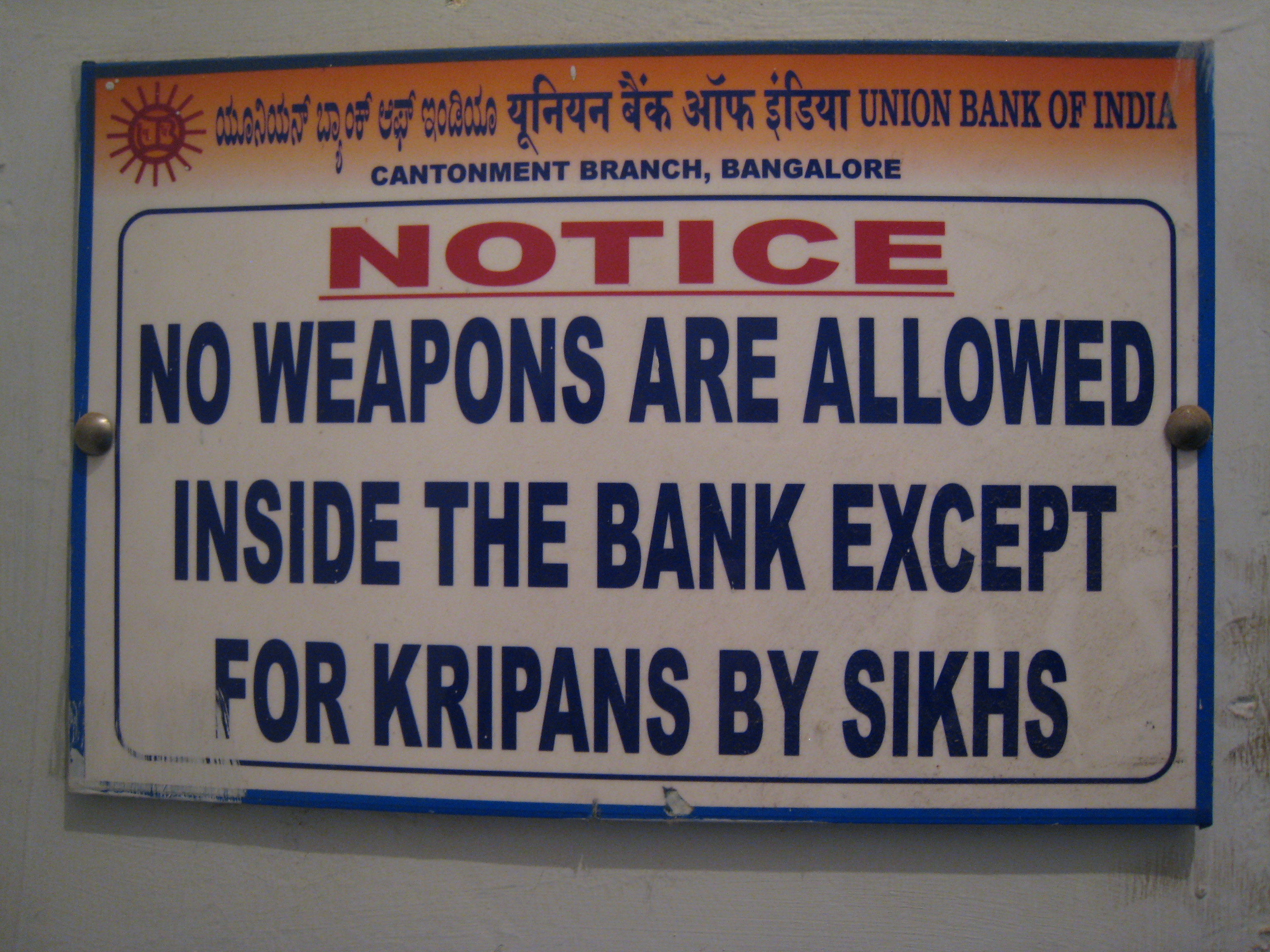
Bank in Bangalore

Ein Kirpan ist ein Dolch oder ein Kurzschwert, das von allen getauften Angehörigen der Sikh aus religiösen Gründen getragen wird, aber ursprünglich aus einer Kriegswaffe entstand.
Die symbolische Form des Kirpan wird auch als Brosche auf den allseits gebräuchlichen, traditionellen Kämmen (ind. Khangha) als Gravur und oft als Miniatur getragen.
Der Kirpan ist ebenfalls ein Bestandteil des Khanda-Symbols der Sikh, das aus einem Khanda-Schwert in der Mitte, einem Chakram unter dem Schwert liegend und zwei Kirpans  je an beiden Seiten besteht. Es symbolisiert die weltliche und die spirituelle Autorität (Miri und Piri).

## Beschreibung
Die Klinge des Kirpan besteht in der Regel aus Eisen oder Stahl, besonders kostbare Versionen wurden und werden aus Wootz gefertigt. Die Klinge beginnt am Heft meist breit und wird zum Ort hin schmaler. Die Formen der Klingen variieren.
Bei älteren, historischen Modellen ist die Klinge ähnlich einem Säbel über die ganze Klingenlänge hin leicht nach oben gebogen und läuft in einer scharfen Spitze aus.
Neuere Versionen haben diese Klingenform übernommen, aber auch andere Formen entwickelt. Die heute am gebräuchlichsten Versionen haben eine Klingenlänge von etwa 8 cm bis etwa 10 cm.
Die Klinge wird ab dem Heft schmaler, Schneide und Klingenrücken verlaufen nach oben in einer Welle. Die Schneide steigt zum Ort hin stark an, ebenso wie der Klingenrücken, und beide laufen zum Ort, der weit nach oben über die Klingen hinausragt, zusammen. Die Klingen sind meist glatt, ohne Hohlschliff oder Hohlkehle.
Das Heft besteht meist aus verschiedenen Metallen, aber auch Holz oder Horn ist gebräuchlich. Je nach Version ist es mit oder ohne Faustbügel zu bekommen.
Der Knauf kann einfach und glatt, aber auch in der Form eines Löwenkopfes (ind.  Singh = Löwe, für den Sikh-Männernamen) gestaltet sein. Oft ist auch eine Verzierung im Koftgari-Stil vorhanden.
Die Scheiden bestehen meist aus Metall (Messing, Kupfer, Silber), aber auch aus Holz und werden in einem Band aus Stoff befestigt, das zum Tragen über die rechte Schulter gelegt und als „Gatra“ bezeichnet wird.
Andere Versionen haben eine geflammte Klinge oder sind auch durch moderne, weniger traditionelle Formen ausgestattet, die von den Herstellern frei entworfen werden.

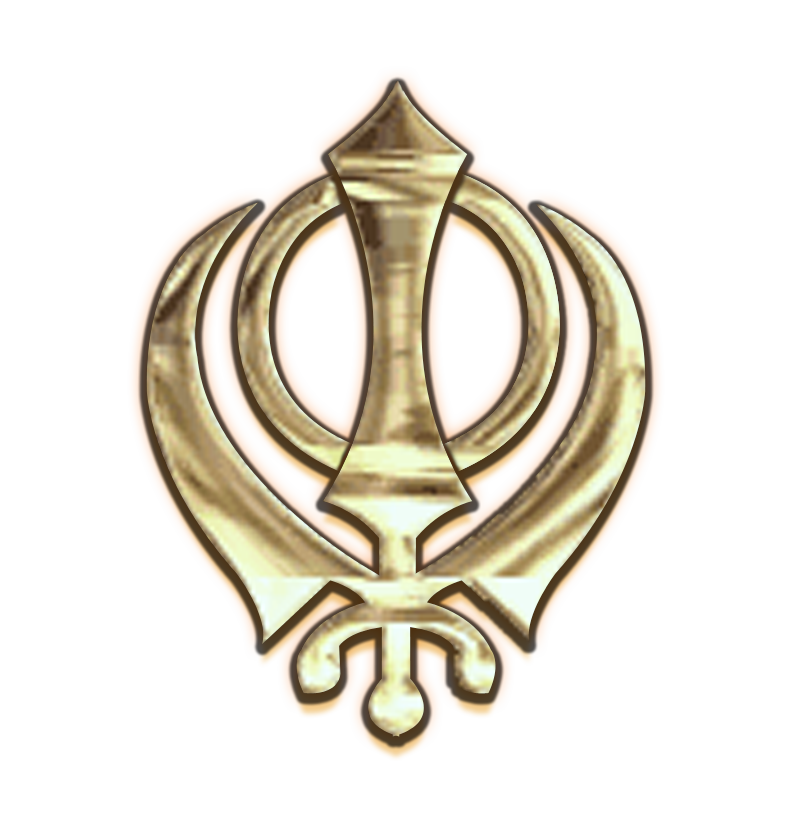
Das Khanda-Symbol

Ein Kirpan aus dem Besitz des Sikh-Gurus Gobind SinghJi (Panjabi: ਗੁਰੂ ਗੋਬਿੰਦ ਸਿੰਘ; * 22. Dezember 1666 in Patna; † 7. Oktober 1708) hat eine seltene, gerade und zweischneidige Klinge, die, im Gegensatz zu heutigen Versionen, als Kriegswaffe benutzt und konstruiert wurde. Dieser Kirpan befindet sich zusammen mit der großen Waffensammlung Gobind Singhs im Museum von Anandpur Sahib/Indien.
Heutzutage gibt es in vielen Ländern Rechtsstreitigkeiten um den Kirpan, da die Sikhs ihn zu jeder Tages- und Nachtzeit und auch an allen Orten tragen. Dies führt oft zu Polizeieinsätzen, wenn Sikh, die den Dolch tragen, an öffentlichen Plätzen und Gebäuden gesehen werden. In Toronto wurde das Tragen des Kirpans in öffentlichen Gebäuden wie den Gerichtsgebäuden durch eine polizeiliche Verordnung genehmigt, allerdings gibt es eine Längenbeschränkung, die eingehalten werden muss. Hierbei darf die Gesamtlänge 20 cm und die Klingenlänge 10 cm nicht überschreiten.